# Programmed Logic Automated Teaching Operations

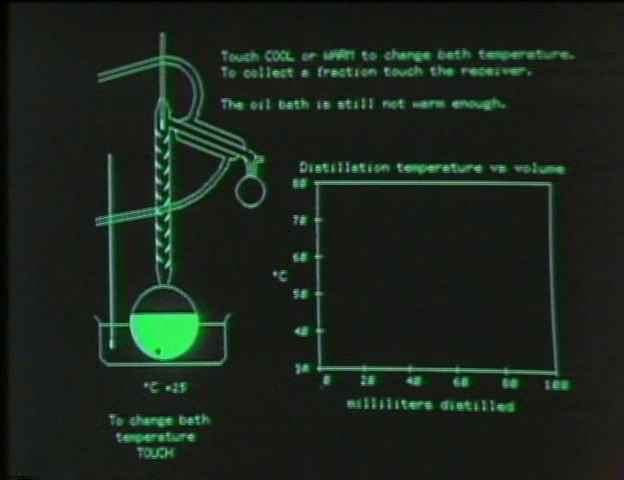

Programmed Logic Automated Teaching Operations (Lógica Programada para Operaciones de Enseñanza Automatizadas) o PLATO fue uno de los primeros sistemas generalizados de tecnología educativa. Fue desarrollada por Donald Bitzer en 1960 dentro de la Universidad de Illinois (Estados Unidos). Estuvo vigente desde los años 60 hasta 2006, que desapareció definitivamente. Durante sus más de 4 décadas de vigencia se desarrollaron importantes avances tecnológicos como pantallas táctiles, sistemas de mensajería instantánea o foros en línea. 

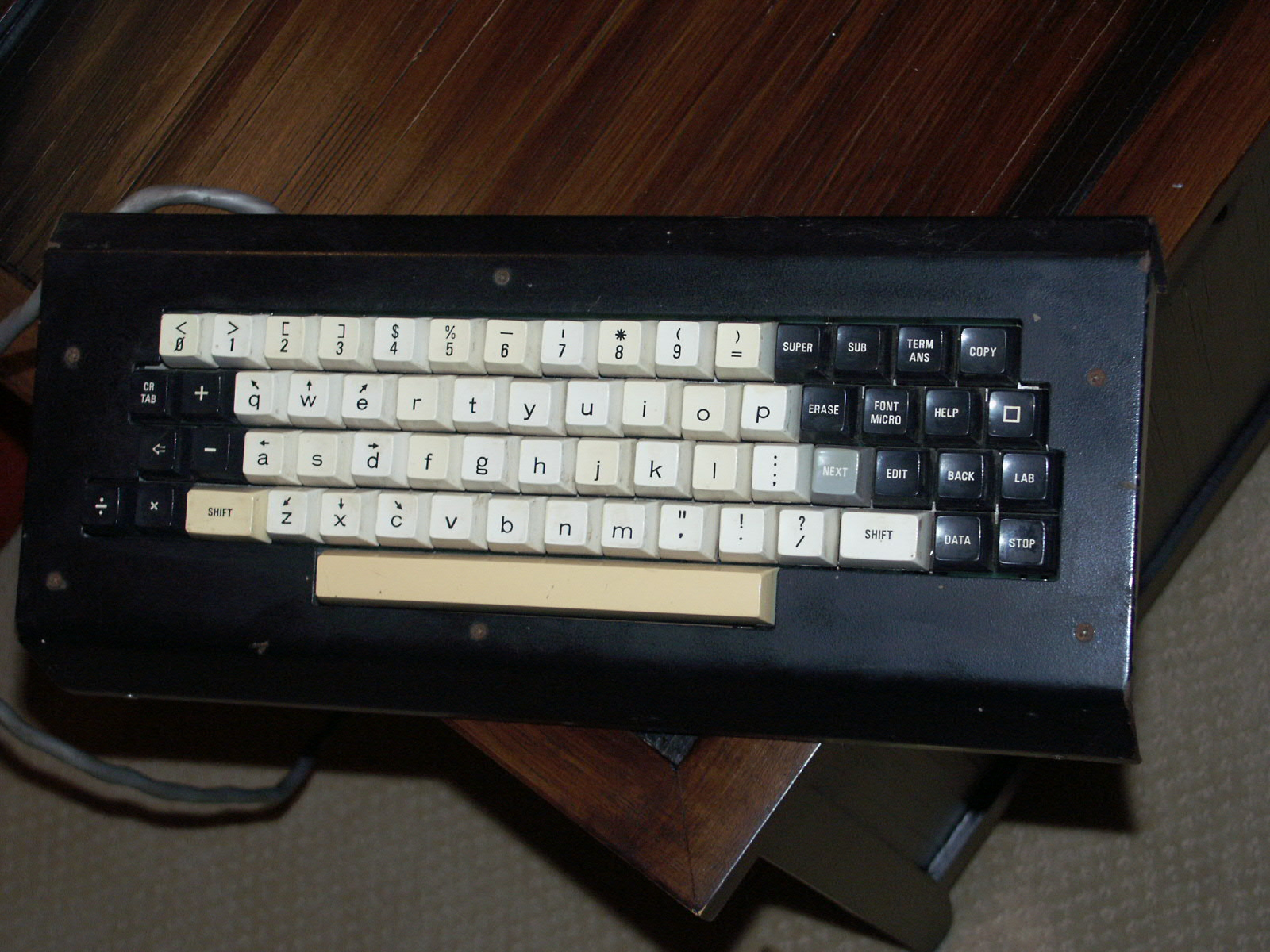
Un teclado estándar de un terminal de PLATO IV, aprox 1976.

## Historia
La historia del desarrollo de este sistema surge en las diversas modificaciones que profesores como Don Bitzer y Daniel Alpert, fundadores del Computer-based Education Research Laboratory (CERL), hicieron a su actual sistema de reporte de “bugs” por parte de sus usuarios llamado “notes”, el cual consistía en un archivo público que cualquier usuario podría agregarle un comentario de algún fallo y tras una investigación del problema, un programador del sistema insertaría la respuesta con el “bug” arreglado.
Pero dicho sistema tenía grandes inconvenientes, pues al ser de dominio público cualquier usuario podría borrar el archivo o dañarlo, además de que solamente un usuario a la vez podría editar dicho archivo. Es por esto que surgió la necesidad de desarrollar de mejor forma el sistema, convirtiéndose finalmente en un software donde no solamente se realizarían reportes de problemas, sino que se tendrían áreas separadas donde los usuarios podrían hacer preguntas y obtener ayuda de usuarios más experimentados, y otra área donde se anunciarían las innovaciones del sistema PLATO. Gracias a PLATO surgió la idea de la primera comunidad en línea.